# Sanssac-l'Église
Sanssac-l'Église is een gemeente in het Franse departement Haute-Loire (regio Auvergne-Rhône-Alpes). De plaats maakt deel uit van het arrondissement Le Puy-en-Velay. Sanssac-l'Église telde op 1 januari 2022 1.078 inwoners.

## Geografie
De oppervlakte van Sanssac-l'Église bedroeg op 1 januari 2022 15,28 vierkante kilometer; de bevolkingsdichtheid was toen 70,5 inwoners per km².

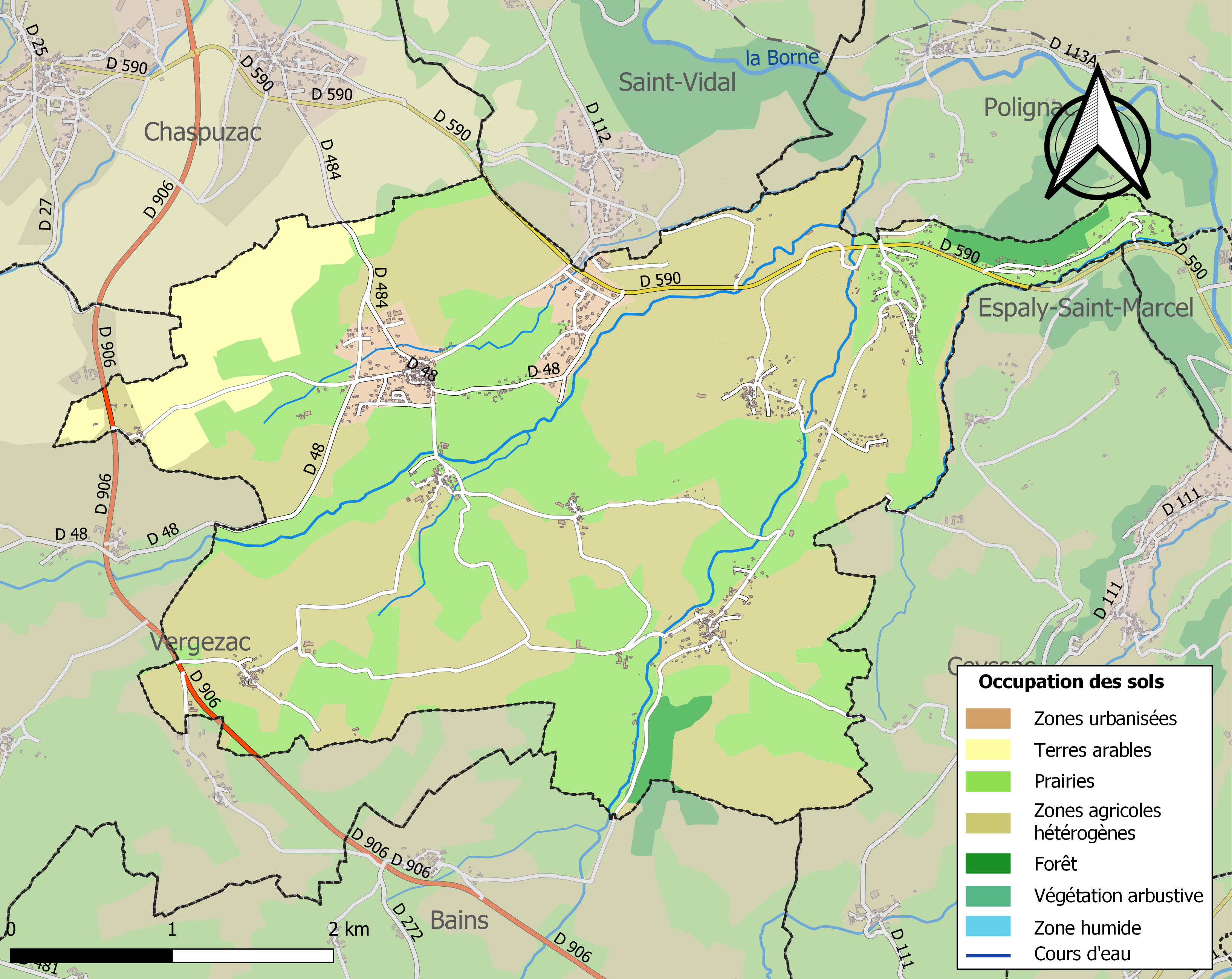
Kaart van de gemeente met de belangrijkste infrastructuur, bodemgebruik en omliggende gemeenten

## Demografie
Onderstaande figuur toont het verloop van het inwonertal (bron: INSEE-tellingen).